# Amériko
Ameriko fue la mascota oficial de la Copa América 2001, organizada por la Federación Colombiana de Fútbol y la CONMEBOL, con sede en Colombia. Se trata de un extraterrestre futbolista. Estuvo influenciado en el estilo de los mangas japoneses.

## Historia
El personaje fue desarrollado por la empresa Organización Comercial Copa LLC con sede en Miami, que también organizó el torneo junto a la CONMEBOL y la FCF.

### Biografía ficticia
Ameriko es un extraterrestre proveniente del planeta Ko, cuyo único propósito en la tierra es participar en el torneo de fútbol más importante del nuevo continenteː La Copa América, con sede en Colombia.
Sobre su aspectos sus creadores informaron lo siguienteː

...Es un extraterrestre turquesa con inmensos ojos azules y pelo parado. Tiene dos brazos y dos piernas diseñadas para correr, saltar y girar en ángulos rectos, tan rápido como se lo permita el aire. Siempre anda con un balón, un Biosat, un satélite vivo que pertenece a su anatomía, como un órgano externo que utiliza para sentir. Viajó millones de kilómetros para llegar a Colombia a participar en la Copa América.

Según este comentario, el balón que lleva, llamado Biosat, es un apéndice de su cuerpo.
Su nombre, de acuerdo con el comité, viene del esperanto y significa América. El nombre de su planeta, Ko, viene de Co de Colombia y de Copa América. Al parecer, su colombianidad estaba expresada en su pelo (al estilo de Valderrama), y su carácter noble, inspirado en Leonel Álvarez y Andrés Escobar.

### Controversia
El personaje fue sujeto de la polémica en su momento, ya que se le acusó de ser muy parecido a los personajes del manga japonés estilo Dragon Ball, Dragon Ball Z, Dragon Ball GT, Pokémon, Digimon, Monster Rancher, Doraemon El Gato Cósmico, Ranma ½, Los Supercampeones, Los Goleadores, entre otros, e incentivar la cultura de la violencia, que azotaba al país con crudeza. Además, no representaba en absoluto la cultura colombiana. A pesar de estos problemas, la mascota no se modificó, ya que el director del comité organizador afirmó que la mascota buscaba ser símbolo del continente y no solo de Colombia. Para conjurar la situación, se propuso agregarle un sombrero y un carriel, típico de la cultura paisa, pero sus creadores se negaron.
La mascota pasó a la posteridad, según algunos críticos, como la peor de todas las presentadas para las ediciones de la Copa América. Además tuvo escasas apariciones durante el desarrollo del torneo, ya que ni siquiera apareció en la premiación.
| Predecesor: Tagua Paraguay 1999 | Mascotas de la Copa América Amériko Colombia 2001 | Sucesor: Chasqui Perú 2004 |